# Declan Trezise
Declan Trezise, né le 20 juin 2002 à Toowoomba,, est un coureur cycliste australien, professionnel depuis 2021.

## Biographie
En 2020, Declan Trezise devient double champion d'Australie juniors, dans la course en ligne et le critérium. Il rejoint ensuite l'équipe continentale australienne ARA Pro Racing Sunshine Coast en 2021. L'année suivante, il s'impose sur le championnat d'Australie de cyclo-cross dans la catégorie des espoirs (moins de 23 ans). Il remporte également une étape du Tour de Tasmanie.

## Palmarès sur route

### Par année
- 2020
  -  Champion d'Australie sur route juniors
  -  Champion d'Australie du critérium juniors
  - 1re étape des Sizzling Summer Series
- 2022
  - 1re étape du Tour de Tasmanie
- 2023
  - 3e étape du Tour de Kyushu
  - 3e étape du Cycle Sunshine Coast
  -  Médaillé de bronze du championnat d'Océanie sur route espoirs
  - 3e du championnat d'Australie du critérium espoirs
  - 4e du championnat d'Océanie sur route
- 2024
  - Tour d'Overijssel

### Classements mondiaux
| Année                                 | 2022 | 2023 | 2024 |
| ------------------------------------- | ---- | ---- | ---- |
| Classement mondial                    | nc   | 549e | 992e |
| UCI Oceania Tour                      | 85e  | 38e  | nc   |
|                                       |      |      |      |
| Légende : nc = non classéSource : UCI |      |      |      |

## Palmarès sur piste

### Championnats d'Océanie
| Édition / Épreuve | Poursuite par équipes | Américaine |
| Brisbane 2025     | Or                    | Bronze     |

### Championnats nationaux
- 2019
  - 2e du championnat d'Australie de vitesse par équipes juniors
  - 2e du championnat d'Australie de poursuite par équipes juniors
- 2021
  - 2e du championnat d'Australie de poursuite par équipes
- 2022
  - 2e du championnat d'Australie de poursuite par équipes
- 2023
  - 2e du championnat d'Australie du scratch

## Palmarès en cyclo-cross
- 2022-2023
  -  Champion d'Australie de cyclo-cross espoirs